# Vlčan
Vlčan, lat. Wiltzan († 795 u Bardowicku) byl slovanský kníže, který vládl na konci 8. století na území dnešního Meklenburska a rovněž v sousedícím východním Šlesvicku, jako zvolený vládce západoslovanského kmenového svazu Obodritů. Byl vazalem franského krále Karla Velikého.
Vlčan je poprvé zmíněn v roce 789 v Letopisech království Franků (Annales regni Francorum) a v Metských starších análech (Annales Mettenses priores). Je označen jako „princes“ vůdce Obodritů. Další informace o jeho původu nejsou známy. Jeho následovníci Dražko a Slavomír jsou pravděpodobně jeho syn a bratr.

S pokračujícím začleňováním Starého Saska do Franské říše se Obodrité stále více dostávají do zorného pole Franků. Už od poloviny 8. století jsou doloženy záznamy o obchodu se Slovany severovýchodně od Labe. Přibližně v roce 780 Karel Veliký založil vojenskou alianci s Vlčanem proti Sasům. Toto spojenectví mohlo být uzavřeno u ústí řeky Ohre u dnešního města Wolmirstedt. Obsah aliance dnes není znám, ale franští kronikáři vnímají Vlčana jako vazala Karla Velikého. V roce 789 ho Vlčan doprovází na tažení proti Velétům. Během tohoto tažení mají obodritská vojska povinnost krýt záda fransko-saským oddílům z protější strany Labe. Následně poté bojují na straně Franků na historickém území Prignitz a u řeky Elde proti kmenovým svazům Linonen, Smeldinger a Bethenzer, které náležely k velétskému svazu. Po dobytí hlavního velétského hradiště Demmin, byli vůdci těchto kmenů zajmuti a odvlečeni jako rukojmí k řece Pěna. Zde museli složit přísahu věrnosti franskému panovníkovi. Toto tažení mělo zajistit východní hranici říše. Einhard naproti tomu ve spisu Vita Karoli Magni pouze poznamenává, že podnět tažení bylo velétském plenění na obodritském území.

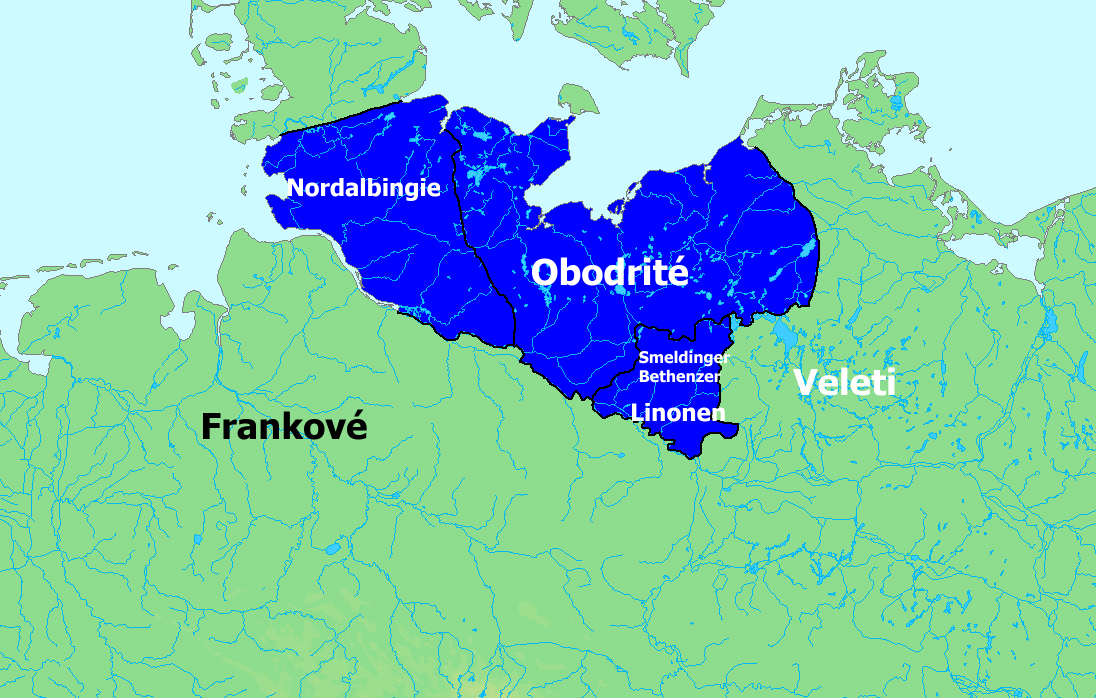
Historické území kmenového svazu Obodritů

Jako přímý důsledek tohoto tažení je podřízení území poražené strany kmenového svazů Linonen, Smeldinger a Bethenzer Karlovi Velikému a získáním vlády a zabezpečení oblasti od Baltského moře až k ústí řeky Havola.
Franské prameny pojmenovávají prvního mezi rovnými Vlčana jako krále Obodritů.. Předpokládá se, že Vlčan byl Karlem Velikým ustanoven po úspěšném tažení proti Velétům jediným vládcem kmenového svazu Obodritů. Nicméně titul rex je použit již ve zprávě Fragmentum chesnii.
Vlčan padl roku 795 v boji se Sasy, během kterého vedl oddíly Obodritů na cestě k Bardowicku po překročení Labe. Podle pramenů to byl Nordalbingirec, který zabil franského spojence, načež Karel Veliký podnikl odvetnou kampaň.